# 수동적 공격성
수동적 공격성 행동(受動的攻擊性行動, Passive–aggressive behavior)은 수동적 공격성(passive hostility)과 직접적 의사소통의 회피(avoidance of direct communication)를 특성으로 한다. 사회적으로 관습화된 행동을 비활동(inaction)하는 것은 전형적인 수동적 공격성 전략(passive-aggressive strategy)이다. 기능(functioning)하는 것이 늦게 나타나고, 반응이 예상될 때 침묵을 지킨다. 이러한 행동은 관련자들이 반발하기도 하고, 분노(exasperation)나 혼란(confusion)을 초래한다. 수동적 공격성 행동을 받는 사람들은 그들이 파악하고 있는 것과 가해자가 말하는 것 사이의 불일치에 불안을 느낀다.

## 적용

### 심리학
심리학에서 수동-공격은 가장 오용되는 용어이다. 토론을 거쳐 미국정신의학협회(American Psychiatric Association)는 본격적인 진단이라 하기에는 너무 좁고 점점 엄격해지는 정의 기준을 만족하기에는 과학적 증거가 잘 뒷받침하지 못한다는 이유로 DSM-IV 성격장애 목록에서 빼버렸다. 문화적으로 모호한 수동-공격 라벨은 전문가와 비전문가 모두 잘못 사용하고 있다. 공식 진단 매뉴얼에서 수동-공격 성격에 관한 정의를 제거하는 것은 꽤 많은데, 이는 빈번하게 잘못 적용하였고, 현장에서 임상가들이 제공하는 처방이 자주 모순되고 불분명하였기 때문이다. 다음에 오는 (이전에는 한때 수동-공격으로 분류되기도 했던) 대부분의 정의는 외현적 공격성(overt aggression) 혹은 내현적 공격성(covert aggression)으로 더 정확하게 정의되기도 한다.
미국정신의학협회가 거절한 이전의 정의는 다음과 같다. 수동-공격 행동은 타인이 기대한 정상적 수행 수준에 대한 요구에 대한 반응으로서 기대한 작업 요구에 대한 비행동적 저항, 반대, 불쾌감(sullenness) 표출, 고집(stubbornness) 부리기, 부정적 태도 보이기의 습관성 패턴을 말한다. 이러한 행동은 직장에서 가장 자주 발생한다는 것이다. 특히 권위적 인물의 요구에 대한 반응으로서, 저항이 지연행동(procrastination), 망각(forgetfulness), 고의적인 비효율성(inefficiency) 등 간접적인 행동으로 나타난다. 그러나 또한 대인 관계에서도 발생한다.
다른 수동-공격 행동의 성격으로는, 대인 관계나 직장 상황에서 만연한 부정적 태도 패턴, 수동적 때로는 기대치를 충족시키는 것에 있어 방해자적 저항을 보이는 성격 특성이 있다. 이는 겸손(condescension), 과소평가(belittling), 타박(snubbing), 미묘하게 모욕적인 암시(subtly insulting insinuations), 반대의견제시(contrarianism), 지연행동, 고집, 사보타주(sabotage), 조용한 대우(silent treatment), 희생자 플레이(victim playing), 냉소(sarcasm), 원망(resentment), 슬픔(sullenness), 이따금 책임자를 맡기도 하는 요청받은 과업을 달성하는 것의 고의적 반복적 실패 등의 행동을 포함한다.

### 갈등 이론
갈등 이론(conflict theory)에서, 수동-공격 행동은 '고양이 같은, 음험한(catty)' 것으로 더 잘 설명되는 행동을 닮았는데, 그것은 고의적이고 활동적이지만, 수동 저항의 비단언적 유형과는 뚜렷하게 다른 성격이 조심스럽게 은폐된 적대적 행동으로 구성된다.

### 직장
노동자와 관리자의 수동-공격 행동은 팀 단합과 생산성에 손상을 가한다. 이런 행동이 무시되면, 사무실 효율성이 떨어지고 노동자들 간에 좌절감이 발생한다. 관리자가 수동-공격 행동을 보이면, 팀의 창조성을 누르게 될 수 있다. 파울라 데 안헬리스(Paula De Angelis)는 "리더 지위에 오른 이들은 표면상으로 동의를 잘 하고 외교적이며 지지하는 듯한 모습을 보이지만, 실제로는 배후에서 부정직하고 뒷통수치는 방해자(saboteur)인 것이 실제로는 완벽하게 사실에 들어맞는 것이다(It would actually make perfect sense that those promoted to leadership positions might often be those who on the surface appear to be agreeable, diplomatic and supportive, yet who are actually dishonest, backstabbing saboteurs behind the scenes.)"라고 하였다.

## 역사
수동 공격 행동은 제2차 세계대전 당시 대령 윌리엄 메닌저(William C. Menninger)가 복종에 대한 반응을 살피면서 처음 임상적으로 정의하였다. 메닌저는 공개적으로는 저항하지 않지만 메닌저는 "공격성(aggressiveness)"이라고 한 시민 불복종(civil disobedience)을 표출한 군인을 묘사하였다. 이들은 "뾰루퉁함, 고집, 지연행동, 비효율, 수동적 방해 등 수동적 수단(passive measures, such as pouting, stubbornness, procrastination, inefficiency, and passive obstructionism)"을 통하여 불복종을 표출하였다. 메닌저는 이를 "미성숙(immaturity)"이자 "일상에서 보이는 군인의 스트레스(routine military stress)"라고 보았다.
일부 정신분석학자에 의하면, 불복종(noncompliance)은 진정한 수동 공격 행동이 아니며, 이는 수용에 대한 자기 부과 욕구(self-imposed need)에 기반하여 억눌린 정서의 발현으로 정의될 수 있을 것이다.

## 징후 및 증상
웨즐러 저 'Living with the Passive–Aggressive Man'에서는 수동적 공격성을 확인할 수 있는 행동으로 다음 11가지를 들고 있다.
- 모호성 또는 애매한 발언: 타인에게 확실하지는 않다는 인식을 심거나, 또는 스스로 자신없음을 숨기기 위함
- 고의적인 비효율: 일부러 지각하거나 잊어버리는 등으로 상대에게 영향을 행사하거나 불만 표출
- 건망증 핑계: 실제와 다른 거짓말로 논쟁 승리
- 경쟁에 대한 두려움
- 의존에 대한 두려움
- 친밀성에 대한 두려움: 상대에 대한 불신으로, 타인과 친밀해지는 것으로부터 스스로를 보호
- 상황을 혼란스럽게 만들기
- 저조한 업무성과에 대한 변명
- 의사 방해
- 꾸물거리기
- 삐지기
- 비난: 자신의 잘못을 인정하지 않고 다른 사람의 잘못으로 떠넘김

## 같이 보기
- 가십
- 다크 트라이어드
- 심리 게임
- 반사회성 인격장애
- 자기애성 인격장애
- 방임
- 비폭력 저항
- 반항 장애
- 도편 추방
- 조직 내 공격적 행동
- 직장 내 집단 따돌림